# Теллунг, Альберт
Альберт Теллунг (нем. Albert Thellung, 1881—1928) — швейцарский ботаник, профессор Цюрихского университета. Внес вклад в разработку концепции биологических инвазий, он предложил классификацию чужеродных видов по степени натурализации, путям и срокам вселения.                     

## Биография
Альберт Теллунг родился 12 мая 1881 года в городе Винтертур в Швейцарии.
Теллунг известен своими исследованиями флоры Северной Европы. Также Теллунг принимал участие в создании книг Illustrierte Flora von Mittel-Europa, посвящённой флоре Центральной Европы, и Flora der Schweiz по флоре Швейцарии.
Теллунг умер 26 июля 1928 года в Цюрихе.

## Некоторые растения, названные в честь А. Теллунга
- Thellungia Stapf, 1920 (=Eragrostis)
- Thellungiella O.E.Schulz, 1924 (=Eutrema)
- Artemisia thellungiana Pamp., 1926
- Erucastrum thellungii O.E.Schulz, 1916
- Ifloga thellungiana Hilliard & B.L.Burtt, 1981
- Pimpinella thellungiana H.Wolff, 1927